# Drosophila suzukii
Drosophila suzukii — вид двокрилих комах родини дрозофілових мушок.

## Поширення
Батьківщиною виду є Східна Азія (Китай, Корея, Японія). На початку XXI століття комаха поширилася США, Канаді та Європі.

## Опис
Дрібна мушка завдовжки 2-3,5 мм, з розмахом крил 5-6,5 мм. Тіло жовтого або світло коричневого кольору з темнішими смужками на животі, має червоні очі. У самця на кінчику кожного крила є чітка темна пляма. Самиця має довгий, гострий, зубчастий яйцеклад. Ним вона проколює плоди і відкладає яйця всередину.
Яйця овальної форми, діметром до 0,2  мм, молочно-білого кольору, на одному кінці мають дві нитки (аеропіли) завдовжки 0,4-0,6 мм.
Личинки завдовжки до 3,5 мм, циліндричні, білого кольору з чорним ротовим апаратом. Веретеноподібні лялечки мають червонувато-коричневий колір.

## Спосіб життя
Вид воліє до помірного клімату - активний при температурі повітря від 10 °C до 30 °C. Тривалість життя мушки сильно варіюється між поколіннями - від декількох тижнів до 10 місяців. Наприклад, в Японії можна спостерігати до 15 поколінь на рік.

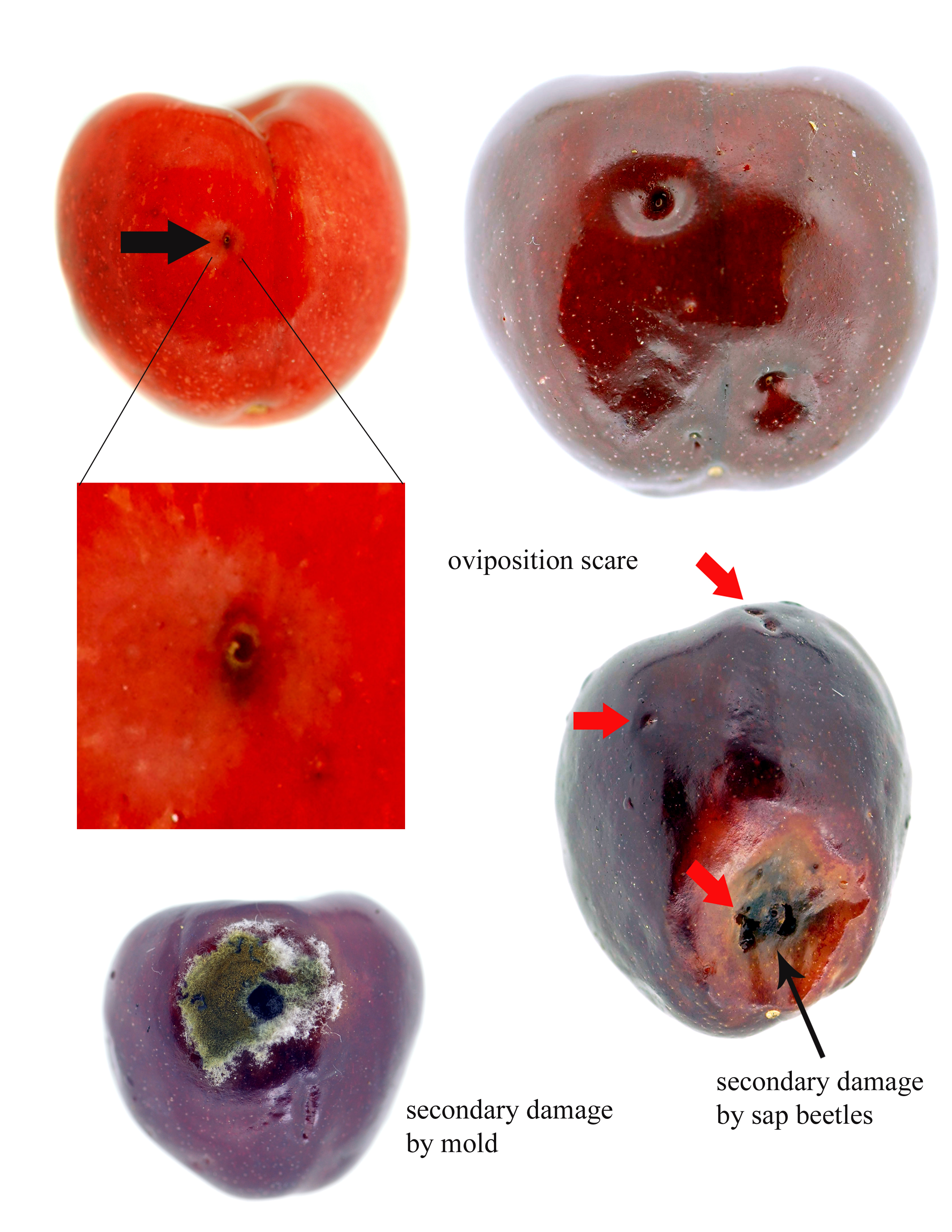
Пошкоджені плоди вишні

Запліднені самиці шукають стиглі плоди для відкладання яєць. На кінці черевця у них є рашпіль, покритий шипоподібними зубчиками, якими вони пошкоджують шкірку плодів, а потім відкладають яйце всередині плоду. На відміну від інших дрозофіл, вражає переважно не пошкоджені, а здорові плоди. В один плід самиця відкладає по 1-3 яйця, по 7-16 кладок щодня. Загалом одна самиця може відкласти 300-400 яєць впродовж життя. Личинка вилуплююється через два дні, а розвиток личинки триває 8-14 днів. Заляльковування може відбуватися як всередині так і поза плодом. 
Зимує імаго. Переховується в укриттях, де температура не опускається нижче нуля.

## Кормові рослини
Самиці вражають плоди з тонкою шкіркою, наприклад кісточкові та ягоди. Пошкоджують вишню, черешні, персики, нектарини, абрикоси, сливи, чорниці, агрус, ожину, малину, полуниці та виноград. Також відкладають яйця у вже пошкоджені плоди бузини, шовковиці, кизилу, хурми, інжиру, дині, яблука та груші.
Зараження проявляється невеликими пошкодженнями та пом'якшеннями на поверхні плоду. Шкоду завдає один або кілька опаришів (личинок), які поїдають м’якоть. Заражені плоди починають дуже швидко гнити навколо місця живлення. Крім того, вторинні зараження грибками або бактеріями погіршують якість плоду.